# NGC 2921
NGC 2921 est une vaste galaxie spirale intermédiaire située dans la constellation de l'Hydre. NGC 2921 a été découverte par l'astronome germano-britannique William Herschel en 1786.

## Caractéristiques
Sa vitesse par rapport au fond diffus cosmologique est de 3 290 ± 24 km/s, ce qui correspond à une distance de Hubble de 48,5 ± 3,4 Mpc (∼158 millions d'al).
À ce jour, cinq mesures non basées sur le décalage vers le rouge (redshift) donnent une distance de 46,880 ± 3,457 Mpc (∼153 millions d'al), ce qui est à l'intérieur des valeurs de la distance de Hubble.
La classe de luminosité de NGC 2921 est I et elle présente une large raie HI.